# Juliusz Wilhelm Brühl
Juliusz Wilhelm Brühl (ur. 13 lutego 1850 w Warszawie, zm. 5 lutego 1911 w Heidelbergu) — polski chemik, fizykochemik, pionier badań spektrometrycznych.

## Życiorys
Urodził się 13 lutego 1850 w Warszawie w rodzinie Jakuba Ludwika i jego żony Emmy Teresy z domu Bamberg. Rodzina pochodziła z Gdańska. W 1859 uczył się w szkole herrhuckiej w Gnadenbergu na Dolnym Śląsku. W 1866 rozpoczął naukę w szkole handlowej w Berlinie. W 1868 podjął studia chemiczne w Zurychu i w 1870 przeniósł się do uniwersytetu w Berlinie. Uczył się pod kierunkiem A.W. Hofmanna. W 1872 został asystentem profesora Hansa Landolta na uniwersytecie w Akwizgranie. W 1873 uzyskał habilitację a stopień doktora zdobył w 1875 na uczelni w Getyndze. W 1879 został zastępcą profesora na Politechnice we Lwowie i w następnym roku został profesorem zwyczajnym chemii technicznej. Z uwagi na zły stan zdrowia, chorował na gruźlicę, w 1882 wyjechał do Szwajcarii a następnie do Włoch. W 1888 został mianowany profesorem w Heidelbergu gdzie osiadł na stałe i mieszkał do swojej śmierci. W 1908 uzyskał tytuł zwyczajnego profesora honorowego. Był honorowym członkiem angielskiego Royal Institution oraz otrzymał tytuł doctor of science uniwersytetu w Cambridge.
Żonaty był z Lili Bamberger, z którą miał syna Eryka. Zmarł 5 lutego 1911 w Heidelbergu.